# Округ Монро (Западна Вирџинија)
Округ Монро (енгл. Monroe County) је округ у америчкој савезној држави Западна Вирџинија.

## Демографија
По попису из 2010. године број становника је 13.502, што је 1.081 (-7,4%) становника мање него 2000. године.
| Група             | 2000.          | 2010.          |
| Белци             | 13.448 (92,2%) | 13.110 (97,1%) |
| Афроамериканци    | 872 (6,0%)     | 91 (0,7%)      |
| Азијати           | 23 (0,2%)      | 15 (0,1%)      |
| Хиспаноамериканци | 72 (0,5%)      | 83 (0,6%)      |
| Укупно            | 14.583         | 13.502         |